# Samma gamla goa låtar
Samma gamla goa låtar är Lazze Ohlyz samlingsalbum och gavs ut genom Record Union i maj 2010. Samlingsalbumet sammanfattar dansbandsduons karriär under åren 2005 till 2010 och innehåller samtliga låtar från Dans och klasskamp i Parken och På landsvägar för kärlek och kommunism samt en elektronisk version av Vi är Lazze Ohlyz med titeln We are Lazze Ohlyz (danceband remix). Albumet blev bland annat tillgängligt på Spotify 2 juni 2010.

## Låtlista
1. Vi är Lazze Ohlyz
2. Bugg bugg bugg
3. Ung Vänsters sämsta debattör
4. Du har aldrig varit vackrare än då
5. Planekonomi
6. Hon måste va shalalalala
7. Dans och klasskamp i parken
8. Tjugofemöringen
9. Dans på barrikaderna
10. Danderyds enda kommunist
11. Du kan få bli min kamrat
12. Av var och en efter förmåga
13. We are Lazze Ohlyz